# Фуса Тацумі
Фуса Тацумі (яп. 巽 フ サ; 25 квітня 1907 — 12 грудня 2023) — японська довгожителька, вік якої підтверджений Групою геронтологічних досліджень (GRG) та Групою LongeviQuest (LQ). Вона була найстарішою живою людиною в Японії, а також другим за віком жителем префектури Осака в історії після Місао Окава. Також вона була 2-ю найстарішою живою людиною, після Марії Браньяс Морери та була 17-ю найстарішою підтвердженою людиною у світі. Її вік становив 116 років, 231 день.

## Біографія
Фуса Тацумі народилася в Японії 25 квітня 1907, вона була п'ятою з шести дитиною в родині. Після закінчення початкової школи займалася чайною церемонією, складанням квітів.
В 1939 вона вийшла заміж за Рютаро Тацумі, вони переїхали до міста Касівара, префектура Осака.
У 1941 році народила старшу доньку, а в 1947 році – старшого сина.
Після закінчення початкової школи вона займалася чайною церемонією, квітковою композицією. Вона працювала в сімейному саду приблизно до 55 років, вирощуючи персики, сливи та виноград. Вона носила на спині кошик фруктів, зібраних у своєму саду.
У віці 70 років Фуса Тацумі зламала стегно.
У квітні 2017 року Тацумі відсвяткувала своє 110-річчя невеликим святом. Її вік був підтверджений GRG 13 серпня 2019. У вересні 2019 року вона вважалася другою за віком живою людиною у префектурі Осака, Японія, після Кацуко Накадзіми, але у вересні 2020 року вона вже була вказана у щорічному звіті як найстаріша.
Тацумі стала найстарішою підтвердженою живою людиною в Японії після смерті Кане Танаки 19 квітня 2022 року. Однак про це було оголошено лише 25 квітня, у день 115-річчя Фуси.
У віці 115 років вона прикута до ліжка і не може багато говорити, але вона іноді запитує персонал: Чи є ще рис?
Фуса Тацумі жила в Касіварі, Осака, Японія. Також вона була другою за віком підтвердженою живою людиною у світі після Марії Браньяс Морери, яка на півтора місяця старша за неї.
Фуса Тацумі померла о 9 ранку 12 грудня 2023 року в Касівара, префектура Осака, Японія, від старості у віці 116 років і 231 день. Після її смерті 2-ю найстарішою живою людиною стала Едді Чекареллі, а найстарішим живим японцем стала Ітоока Томіко.

## Рекорди довгожителя
- 19 квітня 2022 року після смерті Кане Танакі, Фуса Тацумі стала найстарішою людиною, що живе в Японії.
- 25 квітня 2022 року Фуса Тацумі стала 61-ю людиною в історії, яка відзначила 115 років.
- 27 червня 2022 року після смерті Касільди Бенегас, Фуса Тацумі стала 4-ю найстарішою людиною, що живе на Землі.
- 14 липня 2022 року Фуса Тацумі увійшла до топ 50 найстаріших людей в історії.
- 19 серпня 2022 року після смерті Текли Юневич, Фуса Тацумі стала 3-ю найстарішою людиною, що живе після Люсіль Рандон і Марії Браньяс Морери[1].
- 17 січня 2023 року (після смерті Люсіль Рандон) Фуса Тацумі стала 2-ю найстарішою живою людиною на Землі.
- 25 квітня 2023 року Фуса Тацумі стала 27-ю людиною в історії, яка відзначила своє 116-річчя.
- 22 серпня 2023 року увійшла до топ 20 найстаріших людей в історії.